# Zale unilineata
Zale unilineata là một loài bướm đêm trong họ Erebidae.